# Norman Bingley
Frederick Sparkes Norman Bingley (Londres, 17 de setembre de 1863 - Merrow, Surrey, 16 de gener de 1940) va ser un regatista anglès que va competir a començaments del segle xx.
El 1908 va prendre part en els Jocs Olímpics de Londres, on va guanyar la medalla d'or en la categoria de 7 metres del programa de vela. Bingley navegà a bord del vaixell Heroine junt a Richard Dixon, Charles Rivett-Carnac i Frances Rivett-Carnac.